# Mæhren
Mæhren eller Mähren (tjekkisk: Morava, latin: Moravia) er en historisk region i Centraleuropa, der sammen med det noget større Bøhmen og Tjekkiske Schlesien udgør staten Tjekkiet. Hovedstaden er Brno. Regionen er opkaldt efter floden Morava (tysk: March), der er grænseflod til Slovakiet. Slaviske stammer slog sig ned i området på et tidspunkt efter år 500.
Stor-Mæhren var et slavisk kongerige, der omfattede nutidens Mæhren og Slovakiet mellem 833 og begyndelsen af 900-tallet. Riget blev siden svækket, og magyarerne, der kom fra Asien, ødelagde det i 907. Den vestlige del blev annekteret af Kongeriget Bøhmen i 955, overtaget af Polen i 999 og blev endelig en del af Bøhmen igen i 1019. Mährens befolkning blev stort set tjekkificeret i 1800-tallet. Den østlige del, nutidens Slovakiet, blev i syd erobret af ungarerne i 920'erne, og i 1000 eller 1001 blev hele nutidens Slovakiet overtaget af Polen under Boleslav I. Polens overhøjhed ophørte i 1025 eller 1029, og i 1030 blev den sydlige halvdel igen indtaget af ungarerne, der beholdt den til slutningen af 1300-tallet.

## Berømte personer fra Mæhren
- Edmund Husserl (1859-1938), filosof
- Ernst Mach (1838-1916), fysiker og filosof
- Sigmund Freud (1856-1939), neurolog og grundlægger af psykoanalysen
- Gustav Mahler (1860-1911), komponist og dirigent
- Alfons Mucha (1860-1939), kunstner
- Oskar Schindler (1908-1974), industrimand
- Milan Kundera, fransk-tjekkisk forfatter
- Valentim Fernandes (14?? - Lissabon, 1518 eller 1519), bogtrykker og oversætter
- Comenius (1592-1670), grundlægger af moderne didaktik
- Rochus Schüch (1788-1844), Peter II's forkæmper i Brasilien
- Gregor Mendel (1822-1884), grundlægger af genetikken
- Joseph Schumpeter (1883-1950), en af de vigtigste økonomer i det 20. århundrede
- Kurt Gödel (1906-1978), matematiker, betragtes som en af de største logikere nogensinde
- Ivan Lendl (1960), professionel tennisspiller
- Petra Kvitová (1990), professionel tennisspiller
- Tomáš Berdych (1985), professionel tennisspiller
- Valentin Stansel (1621-1705), astronom og jesuitterpræst
- Leoš Janáček (1854-1928), komponist, musikteoretiker, folklorist, publicist og lærer
- Otto Wichterle (1913-1998), videnskabsmand og opfinder, der hovedsageligt arbejdede inden for makromolekylær organisk kemi (kontaktlinse, silo)
- Adolf Loos (1870-1933), arkitekt og arkitekturteoretiker; en klassiker inden for moderne arkitektur og en førende eksponent for arkitektonisk purisme
- Tomáš Baťa (1876-1932), skofabrikant
- George Placzek (1905-1955), fysiker, involveret i Manhattan-projektet
- Tomáš Garrigue Masaryk (1850-1937), filosof og politiker, Tjekkoslovakiets første præsident
- Zdeněk Burian (1905-1981), maler, bogillustrator, palæontologisk rekonstruktør

En dansk relation:
- Schaffalitzky de Muckadell er en uradelig slægt, der også har etableret sig i Danmark i 1700-tallet som Lensgrever (bl.a. på Arreskov Slot ved Fåborg på Sydfyn).

## Byer
- Brno
- Olomouc
- Moravská Třebová
- Svitavy
- Blansko
- Boskovice
- Bučovice
- Zlín (provinsby)
- Přerov
- Prostějov
- Hranice
- Frenštát pod Radhoštěm
- Kopřivnice
- Valašské Meziříčí
- Břeclav
- Hodonín
- Kyjov
- Veselí nad Moravou
- Nový Jičín
- Šternberk
- Šumperk
- Mohelnice
- Trebic
- Jaroměřice nad Rokytnou
- Moravský Krumlov
- Jihlava (provinsby)
- Moravské Budějovice
- Kroměříž
- Napajedla
- Uherské Hradiště
- Uherský Brod
- Uničov
- Vyškov-Dědice
- Vsetín
- Znojmo
- Ostrava (provinsby)
- Frýdek-Místek
- Zábřeh
- Žďár nad Sázavou